# Raiders of the Range
Raiders of the Range è un film del 1942 diretto da John English.
È un film western statunitense con Tom Tyler, Bob Steele e Rufe Davis. Fa parte della serie di 51 film western dei Three Mesquiteers, basati sui racconti di William Colt MacDonald e realizzati tra il 1936 e il 1943.

## Produzione
Il film, diretto da John English su una sceneggiatura di Barry Shipman con il soggetto di Albert DeMond  (basato sui personaggi creati da William Colt MacDonald), fu prodotto da Louis Gray per la Republic Pictures e girato nell'Iverson Ranch a Chatsworth in California tra gennaio e febbraio del 1942. Il titolo di lavorazione fu Riders of the Range. Il brano della colonna sonora "The Whistle of the Five Twenty-Seven," music and lyrics by Raoul Kraushaar and Sol Meyer. fu composto da Raoul Kraushaar e Sol Meyer (parole e musica).

## Distribuzione
Il film fu distribuito negli Stati Uniti dal 18 marzo 1942 al cinema dalla Republic Pictures. È stato distribuito anche in Grecia con il titolo Oi enohoi omologoun e in Brasile con il titolo Salteadores dos Pampas.